# Scymnus aridus
Scymnus aridus är en skalbaggsart som beskrevs av Thomas Casey 1899. Scymnus aridus ingår i släktet Scymnus och familjen nyckelpigor. Inga underarter finns listade i Catalogue of Life.